# Demen (Mecklembourg)
Demen est une commune allemande du Mecklembourg appartenant à l'arrondissement de Ludwigslust-Parchim (Mecklembourg-Poméranie-Occidentale). Sa population comptait 1 016 habitants au 31 décembre 2010.

## Géographie

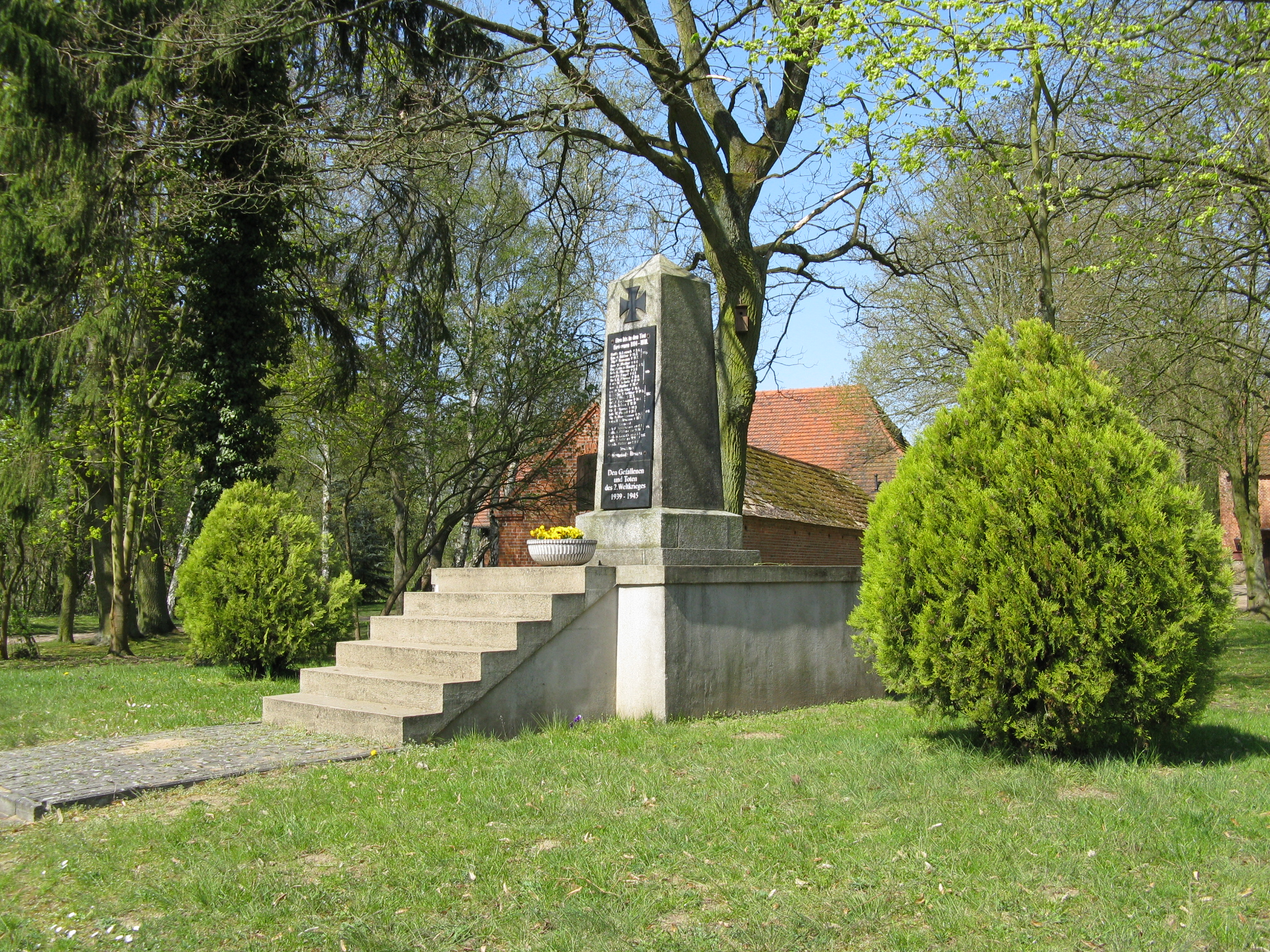
Monument aux morts des deux guerres mondiales

Demen se trouve à 9,5 km au nord-est de Crivitz et à environ 10 km au sud de Sternberg. Le hameau de Korbande qui dépend de la commune se trouve sur la rive nord du lac de Barnin. une grande partie du territoire de la commune est recouverte de forêts. La partie ouest, dite Demener Räumde, était du temps de la république démocratique allemande de 1976 à 1990 utilisée pour les manœuvres de la Nationale Volksarmee.
La Warnow traverse la commune.